# SkyEurope
SkyEurope, offiziell SkyEurope Airlines, a.s., war eine österreichisch-slowakische Billigfluggesellschaft mit Hauptsitz in Bratislava. Sie war eine 100-prozentige Tochter der SkyEurope Holding AG mit Sitz in Österreich. SkyEurope meldete im Jahr 2009 Insolvenz an und wurde in Folge liquidiert.

## Geschichte

### Entwicklung seit 2001

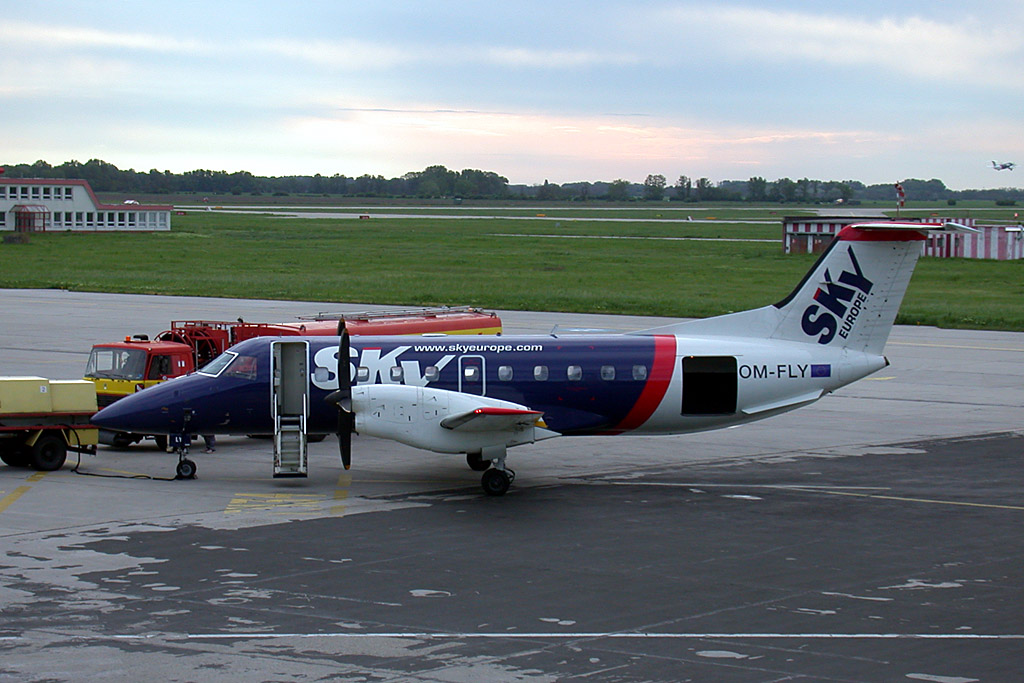
Eine Embraer EMB 120 der SkyEurope

SkyEurope wurde im Jahr 2001 gegründet und nahm am 13. Februar 2002 den Flugbetrieb auf. Die Finanzierung erfolgt mit Fonds der EBRD, ABN AMRO Bank und der Europäischen Union. Die Flugzeugflotte bestand zunächst aus einer einzigen Embraer EMB 120, mit der die Verbindung von Bratislava nach Košice im Osten der Slowakei aufgenommen wurde. Nach und nach kamen drei weitere Embraers desselben Typs hinzu. Im Juli 2003 wurde die Flotte um die erste von zunächst sieben Boeing 737-500 erweitert.
Am 27. September 2005 erfolgte der Börsengang der Sky Europe Holding AG an der Wiener und der Warschauer Börse. Damit war SkyEurope die erste (und bislang auch einzige) Fluggesellschaft, die in Warschau notiert war. Vor dem Börsengang waren die größten Aktionäre East Capital funds mit 16,72 % und die Europäische Bank für Wiederaufbau und Entwicklung mit 16,03-%-Anteilen. Die größten Einzelaktionäre waren Christian Mandl mit 8,53 %, Peter Struhár mit 8,31 % sowie Alain Skowronek mit 8,19 %.
Die Embraer EMB 120 wurden Anfang des Jahres 2006 an die Leasingfirma zurückgegeben und deren Besatzungen auf die Flugzeuge des Typs Boeing umgeschult. Mit Indienststellung der ersten Boeing 737-700 im März 2006 wurde das Firmenlogo, die Außenlackierung der Flugzeuge sowie die Uniformen des Kabinenpersonals überarbeitet und moderner gestaltet.
Im Juni 2006 wurde auf einer außerordentlichen Hauptversammlung eine Kapitalerhöhung um bis zu 20 Millionen Aktien beschlossen, die allerdings aus börsenrechtlichen Gründen – die Aktie notierte zur fraglichen Zeit unter dem Nominalwert – nicht durchgeführt wurde. Im August 2006 wurde ein neues Finanzierungskonzept vorgestellt und von einer weiteren außerordentlichen Hauptversammlung abgesegnet: Der Finanzinvestor York Global Finance II beteiligt sich mit 38,8 Millionen Euro, teils über Aktien, teils über Wandelanleihen. Außerdem wurden 10 Millionen Aktien zu je 1,75 Euro öffentlich angeboten.
Ende September 2008 hatte SkyEurope Beitragsrückstände zur slowakischen Sozialversicherung in der Höhe von etwa einer Million Euro.
Zum 8. Januar 2009 hat GECAS Leasingverträge für sechs Flugzeuge aufgekündigt. Die betreffenden Flugzeuge wurden an GECAS zurückgestellt.

### Insolvenz im Jahr 2009
Am 22. Juni 2009 meldete die Fluggesellschaft bei einem Bezirksgericht in Bratislava Insolvenz an. Seit demselben Tag wurde ein Flugzeug (737-700, OM-NGN) der Gesellschaft nach Beschluss eines französischen Gerichts – und nach Ansicht von Vertretern der Gesellschaft widerrechtlich – am Flughafen Paris-Orly festgehalten, um als Besicherung für ausstehende Schulden der Fluggesellschaft zu dienen. Ähnliches geschah am Flughafen Bukarest, wo zwei Maschinen – hier aber nur vorübergehend – festgehalten wurden.
Jason Bitter hat sein Mandat als Vorstandsvorsitzender der SkyEurope Airlines a.s. per 3. Juli 2009 einvernehmlich zurücklegt. Der stellvertretende Vorstandsvorsitzende Nick Manoudakis wurde zum neuen Vorstandsvorsitzenden der SkyEurope Airlines a.s. berufen.
SkyEurope hatte 2008–2009 zwei Darlehen des Hedgefonds York (15 bzw. 10 Millionen Euro). Die Fälligkeit für beide Darlehen wurde von 15. Juni 2009 auf 15. Juli 2009 ausgedehnt.
Seit Ende Juli 2009 galt das Versprechen des SkyEurope-Miteigentümers Focus Equity B.V., dessen Beteiligung an der Airline um bis zu 16,5 Millionen Euro aufzustocken – unter der Bedingung, dass die laufende Restrukturierung der SkyEurope Airlines zu einem erfolgreichen Abschluss kommt und die österreichische Übernahmekommission keinen Einwand erhebt. Zusätzlich wurde der Fluggesellschaft von einem britischen Geldgeber ein Kredit in Aussicht gestellt. Dieser Kredit wäre jedoch erst nach Abschluss des Restrukturierungsverfahrens zur Auszahlung gelangt.

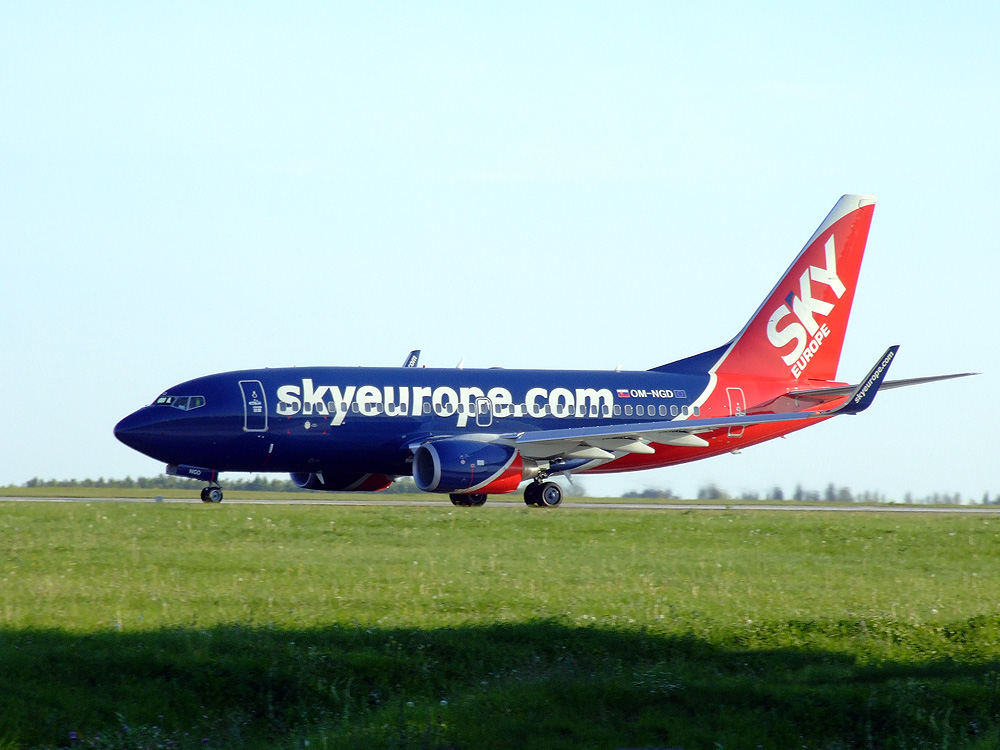
Eine Boeing 737-700 der SkyEurope

Mitte August 2009 konnte Sky Europe Flughafengebühren in Wien und Gehälter nicht vollständig zahlen. Am 11. August 2009 hat der Flughafen Wien mehrere SkyEurope-Flüge wegen offener Rechnungen nicht abgefertigt. 700 Passagiere saßen stundenlang am Flughafen fest. SkyEurope habe trotz Mahnungen und Fristsetzungen die Rechnungen nicht beglichen, so der Flughafen Wien. Nun wurde SkyEurope eine letzte Frist gesetzt: Sollte die Airline bis 14. August 15 Uhr nicht alle offenen und fälligen Forderungen bezahlen, stellt der Flughafen die Dienstleistungen ein. Diese Frist konnte Sky Europe jedoch nicht einhalten – die Bestätigung über die Begleichung der offenen Rechnungen ist 15:20, d. h. 20 Minuten nach Ablauf der Frist, eingetroffen. Der Flughafen Wien hat dementsprechend am 14. August die Abfertigung der von diesem Flughafen abfliegenden SkyEurope-Flugzeuge vorerst eingestellt; nach Aussagen von SkyEurope hat die Gesellschaft aber auch nicht mehr vor von Wien aus zu fliegen (Stand 17. August). Die Passagiere wurden mit einem Shuttlebus vom Flughafen Wien zum Flughafen Bratislava transferiert und flogen von dort ab.
Ungeachtet der Tatsache, dass Sky Europe im Juni schriftlich in einem FAQ und im August in einer Pressemitteilung eine positive finanzielle Entwicklung und den Verkaufsstart für den Winterflugplan 2009/2010 ankündigte, musste das Unternehmen am 31. August 2009 auch am Flughafen Prag alle Flüge einstellen. Kurz darauf wurde auch in Bratislava der Flugbetrieb eingestellt. Noch am selben Tag stellte der Insolvenzverwalter einen Insolvenzantrag; der Flugbetrieb wurde seitdem endgültig eingestellt. Auch die in Österreich ansässige Sky Europe Holding kam durch die Insolvenz der Airline in Liquiditätsprobleme und musste ebenfalls Konkurs anmelden. Dieser wurde am 1. Oktober 2009 am Landesgericht Korneuburg eröffnet.
Das Konkursverfahren über SkyEurope ist mangels Masse am 21. Dezember 2009 eingestellt worden, die Entscheidung wurde im Mai 2010 nochmals endgültig bestätigt und Berufungen abgewiesen.

## Ziele
Mit anfangs nur einer einzigen Embraer 120 wurde ursprünglich nur die Inlandsroute Bratislava-Košice geflogen. Neben dem Heimatflughafen in Bratislava befanden sich weitere Standorte in Prag (nach der Übernahme von Fischer-Air im Jahr 2005) und in Wien. Die Standorte Budapest und Krakau wurden zum Winterflugplan 2007/08 aufgelöst um die Kapazitäten nach Wien zu verlegen, der Standort Warschau wurde bereits 2005 aufgelöst. Budapest war von besonderer Bedeutung, da dies ein teilweise eigenständiger Firmensitz mit eigenen Flugzeugen und Zertifikaten war und formell „SkyEurope Hungary“ hieß. Neben diesen genannten Städten wurden verschiedene, vor allem westeuropäische Flughäfen angeflogen. Auch die österreichische Inlandsstrecke von Wien nach Innsbruck und retour wurde während des Winterflugplanes mehrmals täglich bedient, dennoch wurde diese Strecke aufgrund herber finanzieller Verluste wieder eingestellt. Hinzu kamen einige Reiseziele im Mittelmeerraum, die während der Sommermonate im Charterflugverkehr bedient wurden.
In Deutschland wurden zwischenzeitlich München, Köln/Bonn, Berlin und Stuttgart angeflogen, in der Schweiz die Route Basel.
SkyEurope war die erste osteuropäische Billigfluggesellschaft (Hauptsitz in einem neuen EU-Land), die mit Wien eine Basis in einem „alten“ EU-Land unterhielt.

## Flotte

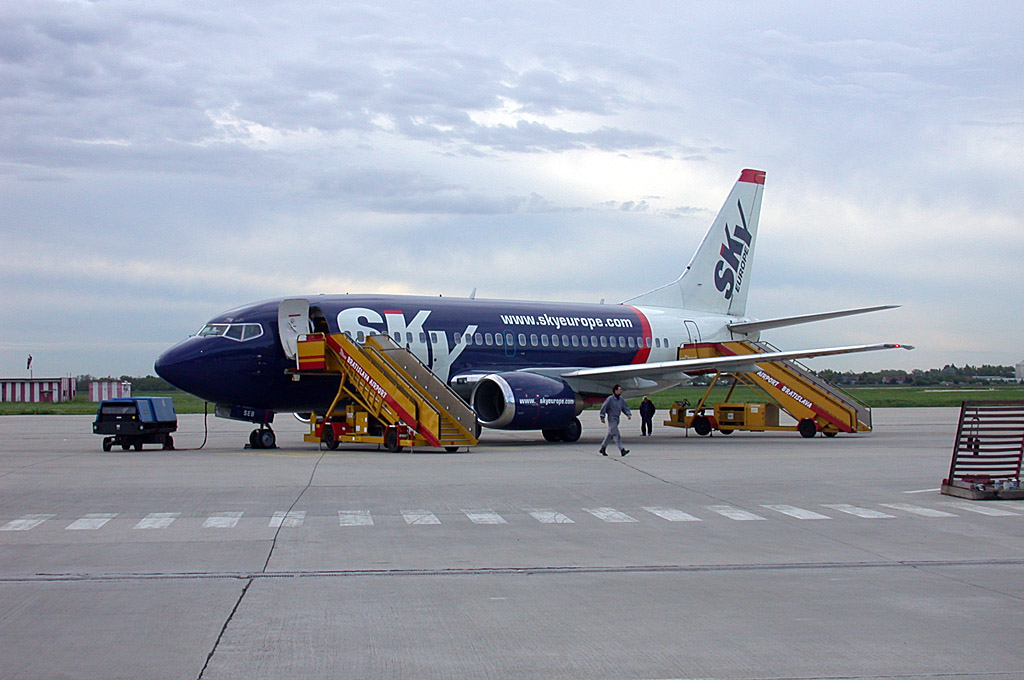
Eine Boeing 737-500 der SkyEurope

Bis zur Einstellung des Flugbetriebs am 31. August 2009 bestand die Flotte der SkyEurope aus 13 Flugzeugen:
- 07 Boeing 737-300
- 02 Boeing 737-500
- 04 Boeing 737-700

Bestellungen
- 10 Boeing 737-700

Die Wartung der Flotte erfolgte bei KLM Engineering & Maintenance in Amsterdam und Austrian Airlines Technik in Wien, kleinere Inspektionen und Reparaturen wurden durch eigene Wartungskräfte in Bratislava durchgeführt, wo zu diesem Zweck ein eigenes Teilelager eingerichtet wurde.

## Basisdaten
| Millionen EUR                | 2004 | 2005  | 2006  | 2007  | 2008  | X/08-III/09 |
| ---------------------------- | ---- | ----- | ----- | ----- | ----- | ----------- |
| Betriebserträge              | 53   | 113   | 159   | 236   | 261   | 85          |
| Betriebsaufwendungen         | (66) | (146) | (214) | (257) | (319) | (111)       |
| Betriebsverlust              | (13) | (34)  | (55)  | (21)  | (58)  | (27)        |
| Konzernergebnis nach Steuern | (10) | (29)  | (57)  | (24)  | (62)  | (32)        |
| Aktiva                       | 22   | 84    | 117   | 150   | 113   | 94          |
| Eigenkapital                 | 0,1  | 34    | 16    | (3)   | (64)  | (98)        |
| Verbindlichkeiten            | 22   | 50    | 101   | 152   | 177   | 192         |
| Liquide Mittel               | 9    | 46    | 42    | 12    | 1     | 0,5         |
| Marktkapitalisierung         | n/a  | 82    | 102   | 103   | 19    | 6           |

|                                               | 2004 | 2005  | 2006  | 2007  | 2008  | X/08-III/09 |
| --------------------------------------------- | ---- | ----- | ----- | ----- | ----- | ----------- |
| Fluggäste (tausende)                          | 745  | 1 728 | 2 561 | 3 312 | 3 761 | 1 249       |
| Durchschnittlicher Umsatz pro Passagier (EUR) | 71   | 65    | 62    | 71    | 69    | 68          |
| Ladefaktor (RPK/ASK in %)                     | 78,9 | 77,7  | 75,6  | 82,8  | 76,4  | 71,5        |

|                    | Okt   | Nov   | Dez   | Jan   | Feb   | Mrz   | Apr   | Mai   | Jun   | Jul   | Aug | Sep |
| ------------------ | ----- | ----- | ----- | ----- | ----- | ----- | ----- | ----- | ----- | ----- | --- | --- |
| Geschäftsjahr 2008 | 305   | 284   | 269   | 227   | 255   | 308   | 280   | 333   | 344   | 387   | 415 | 355 |
| Geschäftsjahr 2009 | 274   | 220   | 233   | 174   | 161   | 188   | 203   | 208   | 214   | 243   |     |     |
| Index              | −10 % | −23 % | −13 % | −24 % | −37 % | −39 % | −28 % | −38 % | −38 % | −37 % |     |     |

## Auszeichnungen
- In einer von August 2007 bis Juli 2008 durchgeführten Skytrax-Umfrage wurde SkyEurope zur besten Billigfluggesellschaft Osteuropas gewählt.[25]